# Gmina Iisaku
Gmina Iisaku (est. Iisaku vald) – gmina wiejska w Estonii, w prowincji Virumaa Wschodnia.
W skład gminy wchodzi:
- 1 okręg miejski: Iisaku
- 17 wsi: Alliku, Imatu, Jõuga, Kasevälja, Kauksi, Koldamäe, Kuru, Lipniku, Lõpe, Pootsiku, Sõrumäe, Sälliku, Taga-Roostoja, Tammetaguse, Tärivere, Vaikla, Varesmetsa